# Naturschutzgebiet Wesmecke-Tal
Das Naturschutzgebiet Wesmecke-Tal ist ein 20,30 ha großes Naturschutzgebiet (NSG) südlich vom Dorf Hardenberg in der Stadt Meinerzhagen im Märkischen Kreis in Nordrhein-Westfalen. Das NSG wurde 2001 vom Kreistag des Märkischen Kreises mit dem Landschaftsplan Nr. 6 Meinerzhagen ausgewiesen. Nur durch einen Weg getrennt liegt am Südwestende des NSG das Naturschutzgebiet Schoppenwasser-Tal.

## Gebietsbeschreibung
Bei dem NSG handelt es sich um das Wiesental der mäandrierenden Wesmecke mit der Flussaue. Im NSG gibt es Bereiche mit Erlenwald. Sonst liegt meist Grünland im NSG. Teilweise befinde sich Nass- und Feuchtgrünland im NSG. Das Grünland ist teilweise brach gefallen.
Im NSG kaufte die Nordrhein-Westfalen-Stiftung Naturschutz, Heimat- und Kulturpflege ab 1993 Land an, welche vom Naturschutzzentrum Märkischer Kreis betreut werden.

## Schutzzweck
Das Naturschutzgebiet wurde zur Erhaltung und Entwicklung des Wiesentals und als Lebensraum gefährdeter Tier und Pflanzenarten ausgewiesen. Wie bei anderen Naturschutzgebieten in Deutschland wurde in der Schutzausweisung darauf hingewiesen, dass das Gebiet „wegen der landschaftlichen Schönheit und Einzigartigkeit“ zum Naturschutzgebiet wurde.
Für das NSG gibt es das spezielle Verbot „das Grünland vor dem 15.06. zu mähen“.